# David Goodis
David Goodis (* 2. März 1917 in Philadelphia; † 7. Januar 1967 ebenda) war ein US-amerikanischer Schriftsteller und Drehbuchautor.

## Leben
Goodis wuchs in Philadelphia auf und studierte Journalismus. 1938 siedelte er nach New York über und schrieb, auch unter verschiedenen Pseudonymen, für Zeitschriftenmagazine. In dieser Zeit erschien sein erster Roman Retreat from Oblivion. In den folgenden Jahren schrieb Goodis vor allem Hörspielserien für das Radio. Nachdem anfangs einige seiner Kurzgeschichten auf kein Interesse bei Filmproduzenten stießen, wurde sein zunächst als Fortsetzungsroman veröffentlichtes Werk Dark Passage ein großer Erfolg und 1947 mit Humphrey Bogart und Lauren Bacall in den Hauptrollen verfilmt. Auch einige weitere Romane wurden zu Filmen verarbeitet. Goodis gilt als einer der wichtigsten Autoren des Film noir. Nach seinem Tod wurden seine Werke in den USA kaum noch gedruckt, dafür stieß seine Literatur vor allem in Frankreich auf Interesse. Goodis starb im Alter von 49 Jahren an einem Schlaganfall.

## Filmographie
Literarische Vorlage
- 1947: Die schwarze Natter (Dark Passage)
- 1956: Wenn die Nacht anbricht (Nightfall)
- 1960: Schießen Sie auf den Pianisten (Tirez sur le pianiste) – nach dem Roman Down There
- 1971: Der Coup (La casse)
- 1982: Der Mond in der Gosse (La lune dans le caniveau)
- 1983: Rue Barbare
- 1986: Abstieg zur Hölle (Descente aux enfers)
- 1989: Straße ohne Wiederkehr (Street of No Return)
- 1995: Perfect Crimes

Drehbuch
- 1947: Ehebruch (The Unfaithful)
- 1957: Ein Toter lügt nicht (The Burglar) – nach seinem Roman